# محطة مترو ساحة الشهداء
ساحة الشهداء هي محطة نقل تخدم الخط 1 من مترو الجزائر وقد تم افتتاحها في 9 أبريل 2018 من قبل الرئيس المخلوع عبد العزيز بوتفليقة.

## دراسة
تعتبر محطة مترو ساحة الشهداء، في رأي المتخصصين، أيضًا خطوة مهمة في تنفيذ علم الآثار الوقائي الذي جمع بين التراث الأثري وتخطيط استخدام الأراضي كجزء من الجهود المبذولة لجعل العاصمة مدينة حديثة. إنه تاريخي بسبب موقعه في منطقة مدينة إيكوسيم القديمة التي تحتوي على تراث أثري غني.
بمساحة 8000 متر مربع، كان ميدان الشهداء، قبل مجيء الاستعمار، مركزًا سياسيًا وتجاريًا: ومن هنا ظهرت الاكتشافات الأثرية تدريجيا. هذه بقايا أثرية منتشرة على مساحة 1500 متر مربع وأربعة (4) طبقات تمثل فترات مختلفة من تاريخ مدينة الجزائر. يمكن للزائر أن يرى اليوم في ساحة الشهداء الجزء الناشئ من هذه الحفريات، وفي هذه الحالة مدينة عثمانية على مساحة 750 متر مربع، في حين تبقى الآثار الأخرى مدفونة في انتظار التطوير المناسب.

## صالة عرض

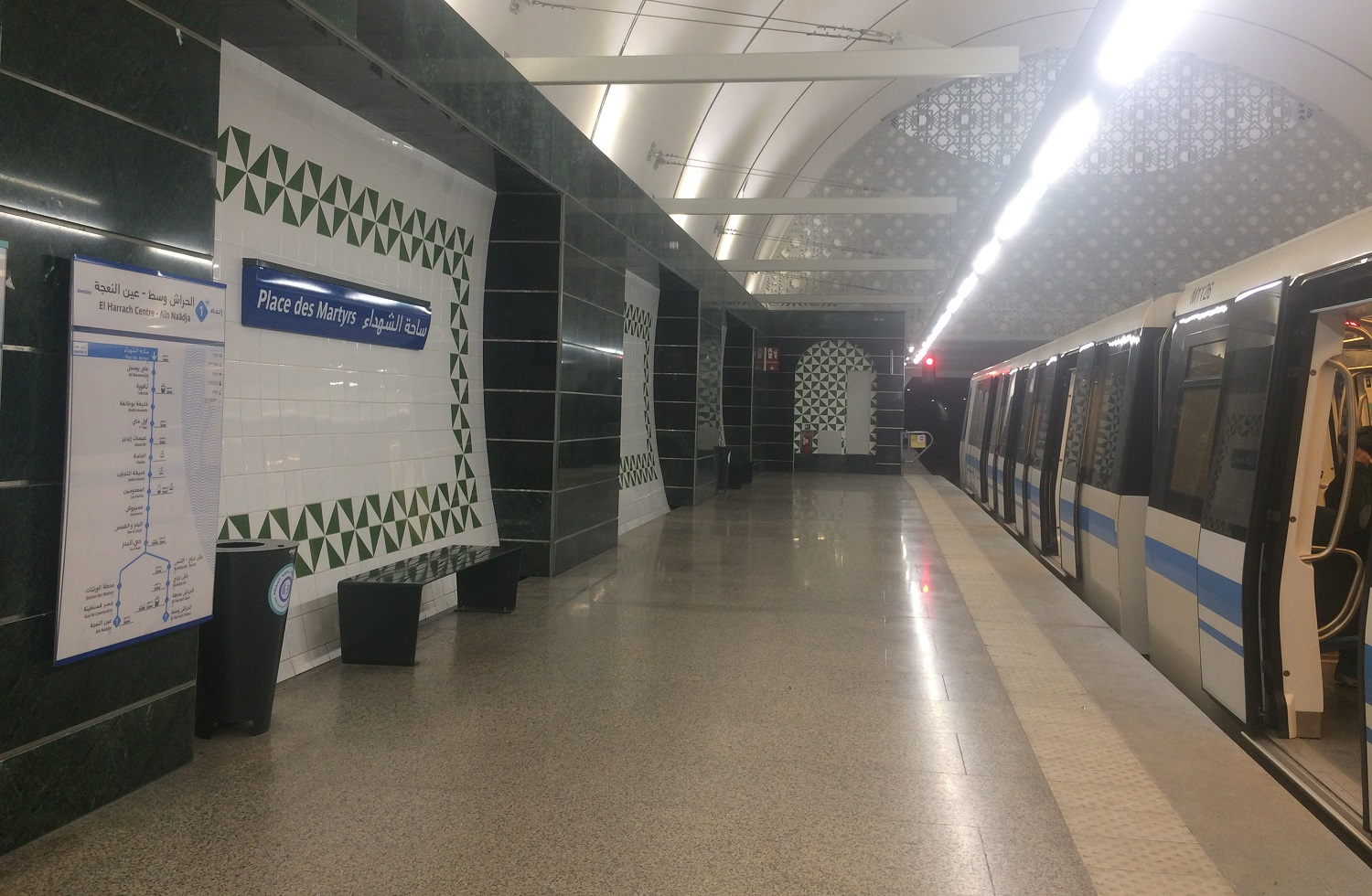
رصيف محطة المترو ساحة الشهداء.
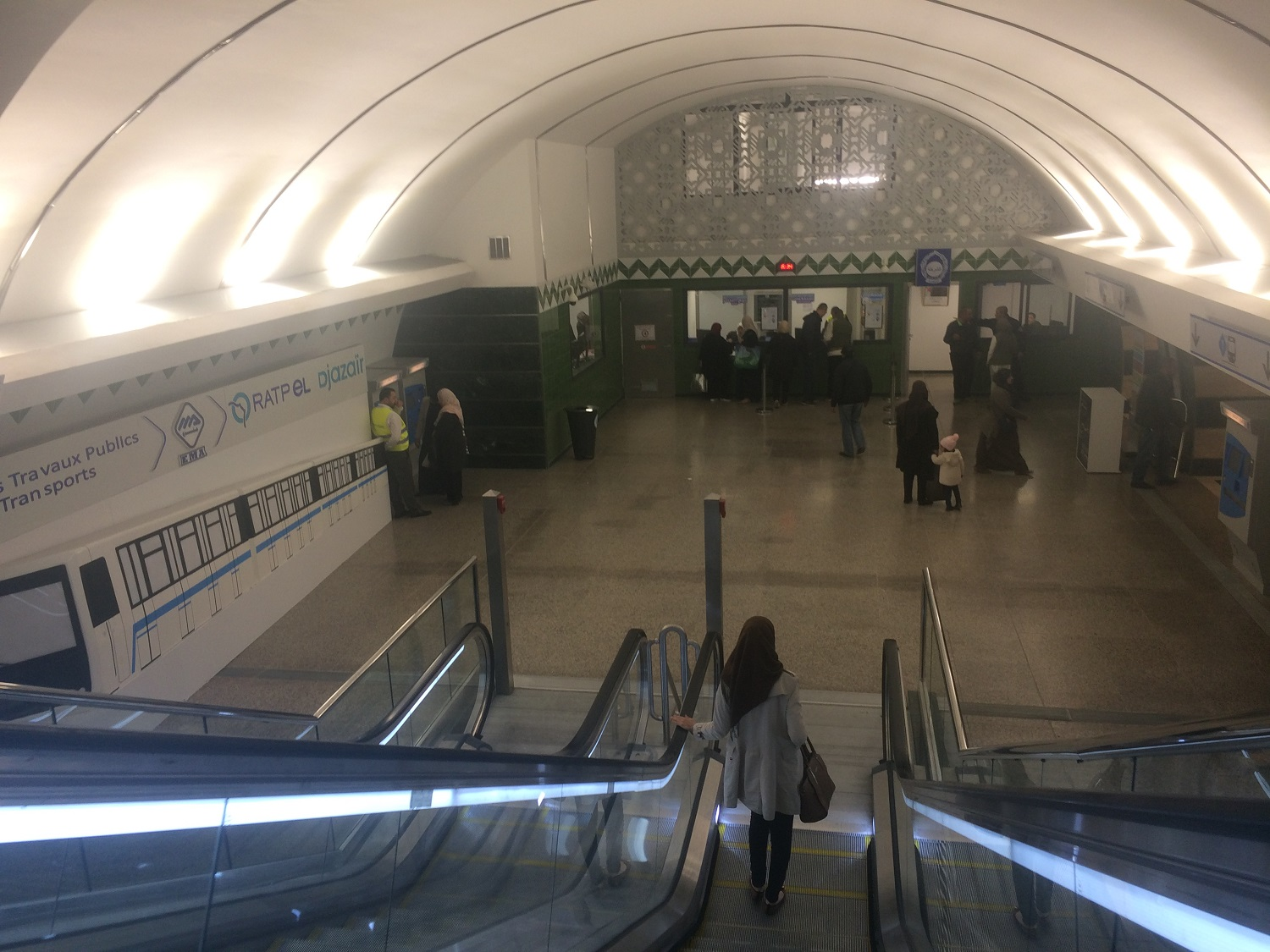
قاعة التذاكر قاعة.
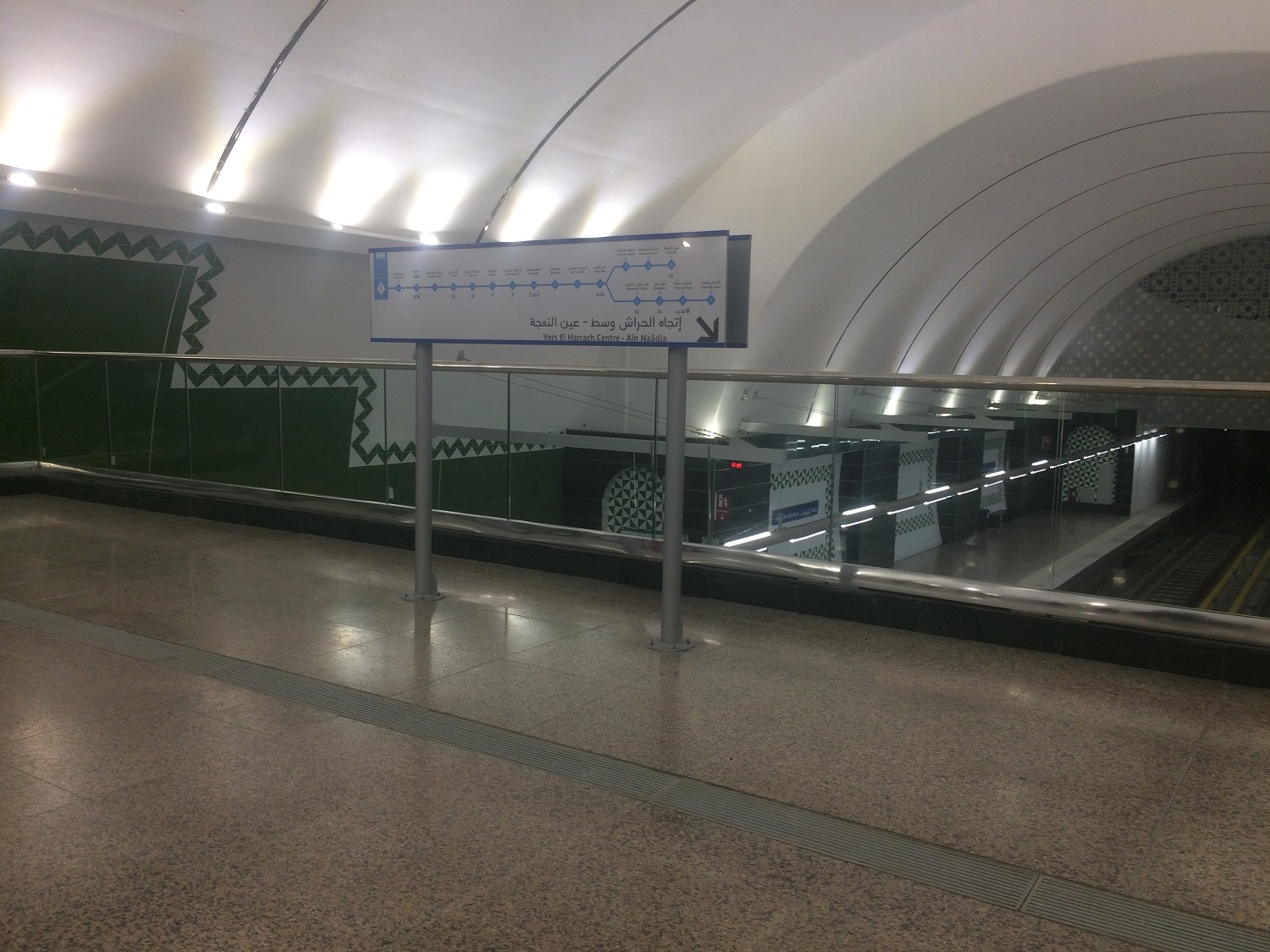
أرصفة من الميزانين.
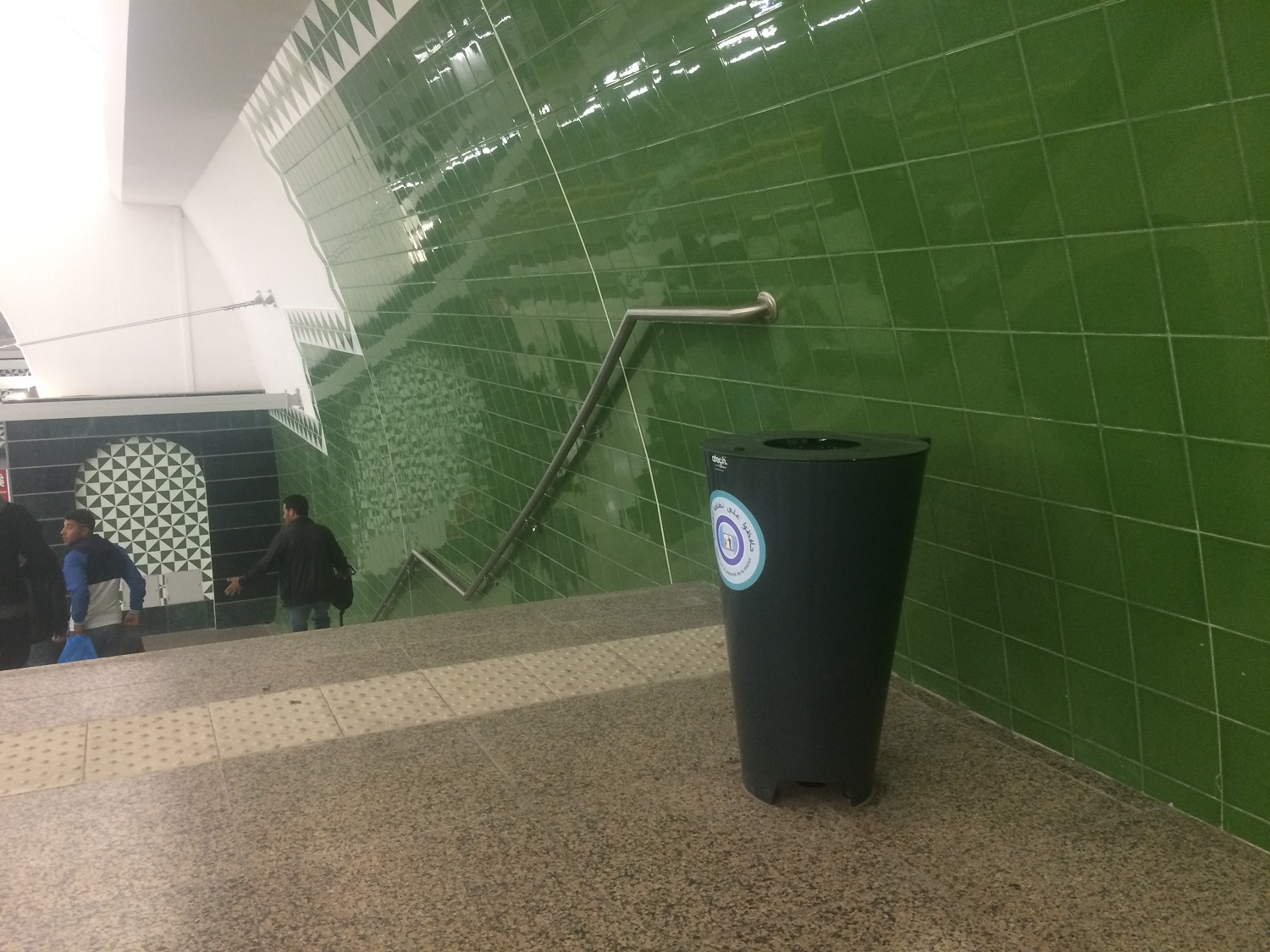
محطة الأثاث.
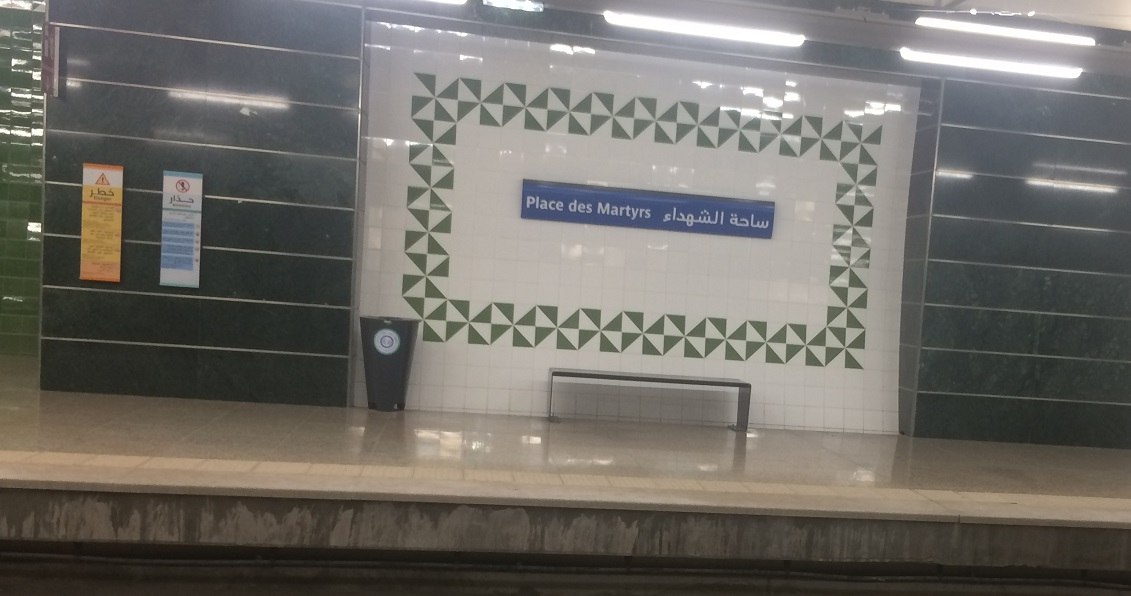
رصيف المحطة.
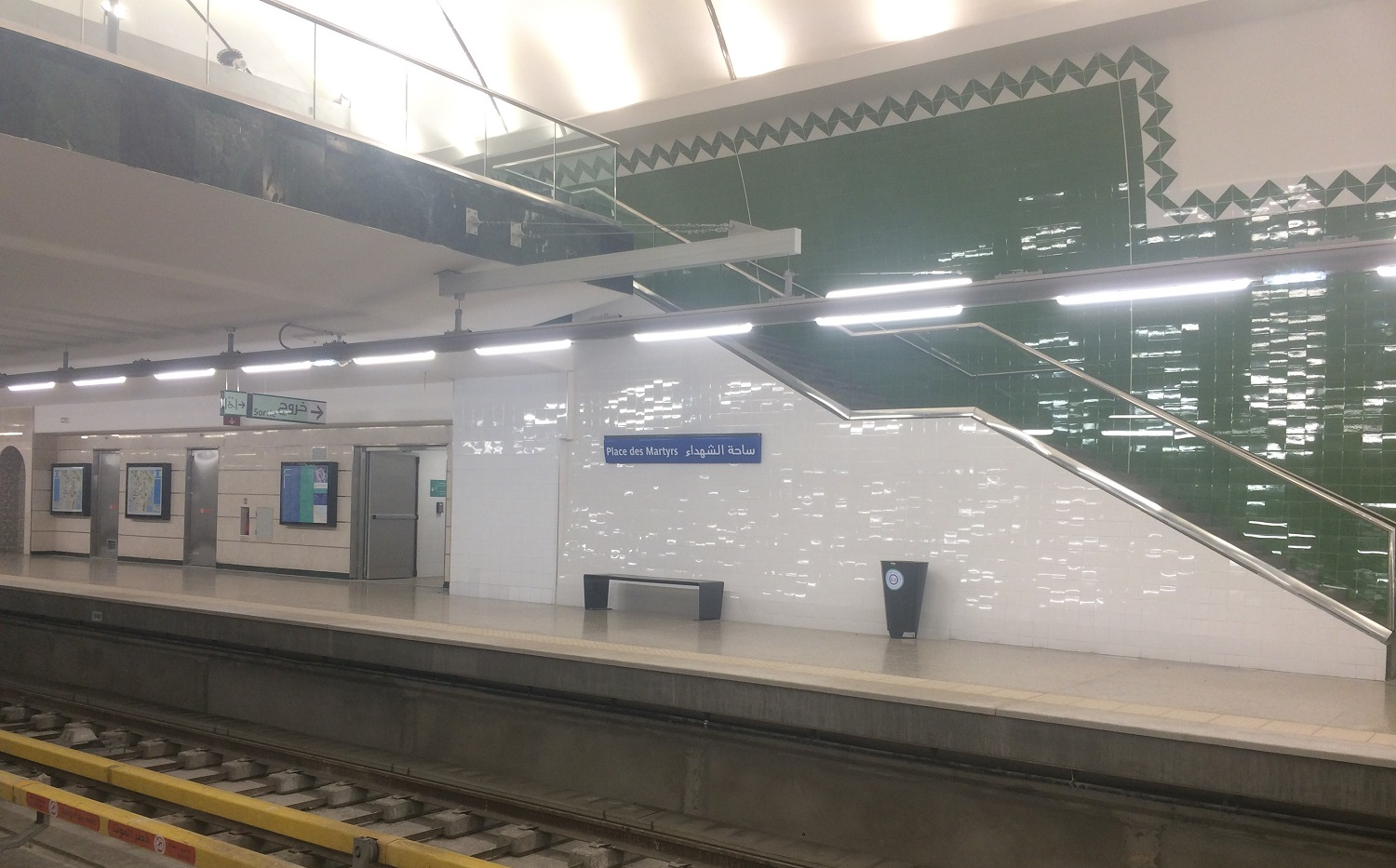
رصيف المحطة.
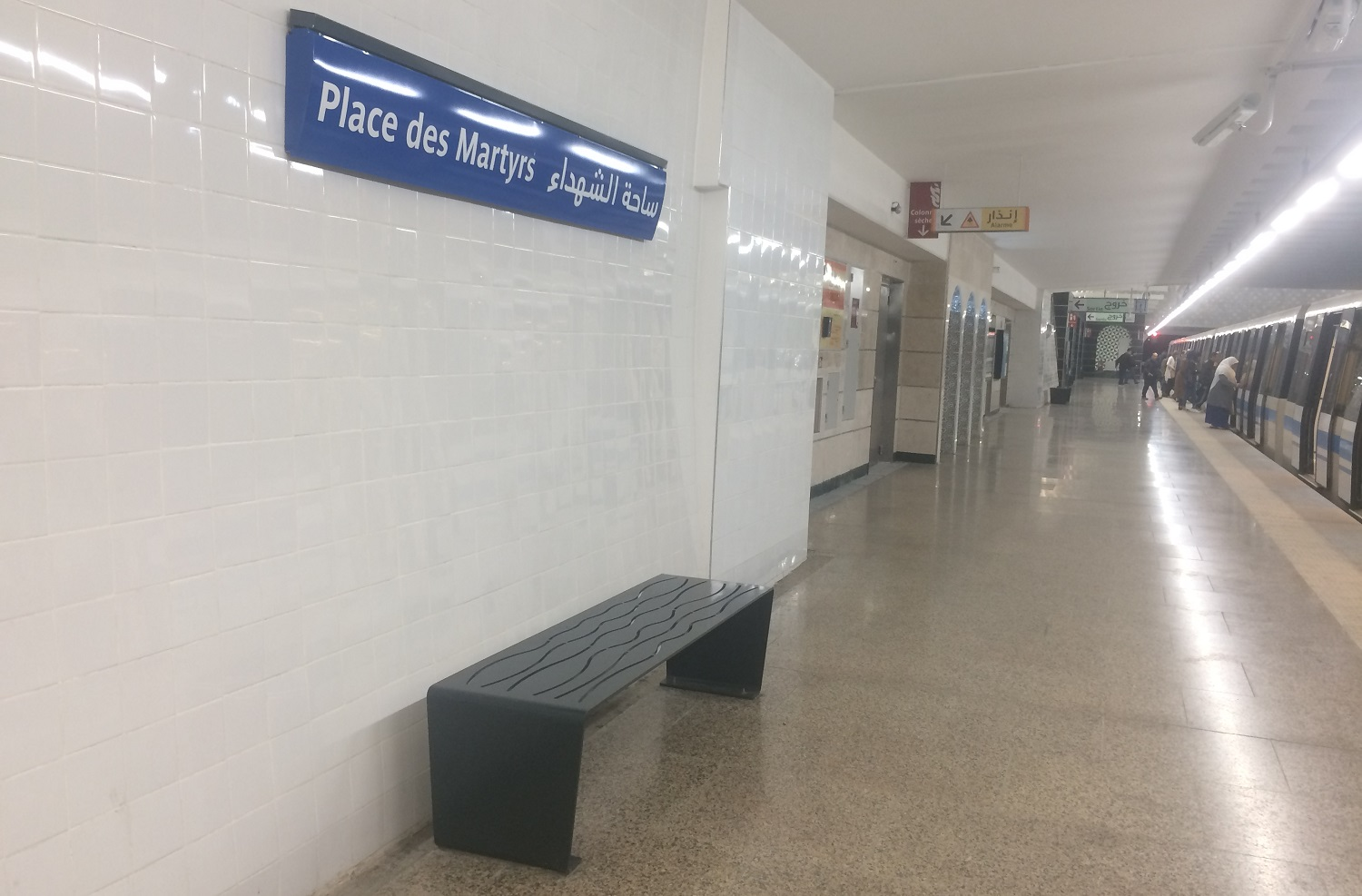
رصيف المحطة.
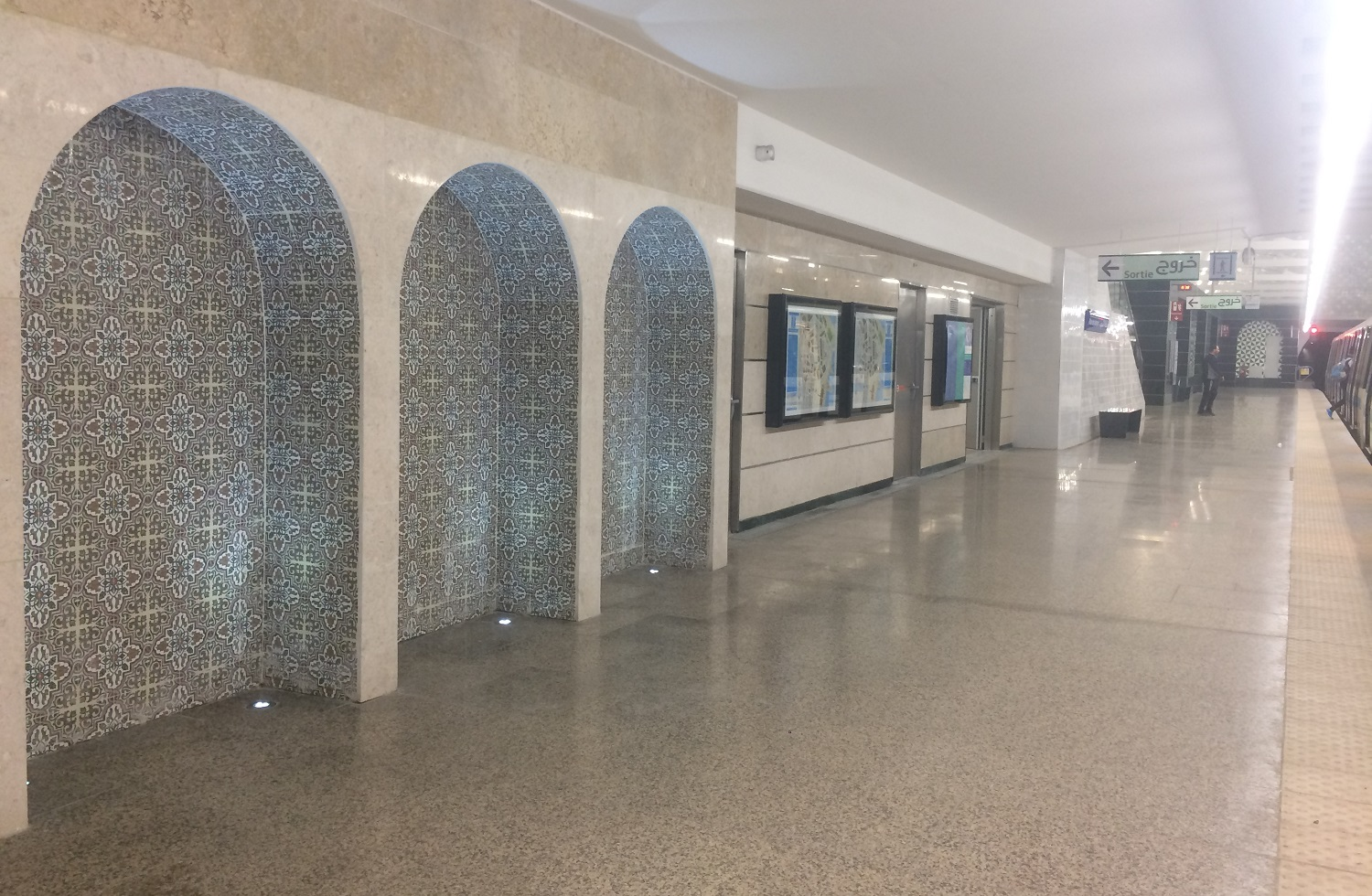
رصيف المحطة.
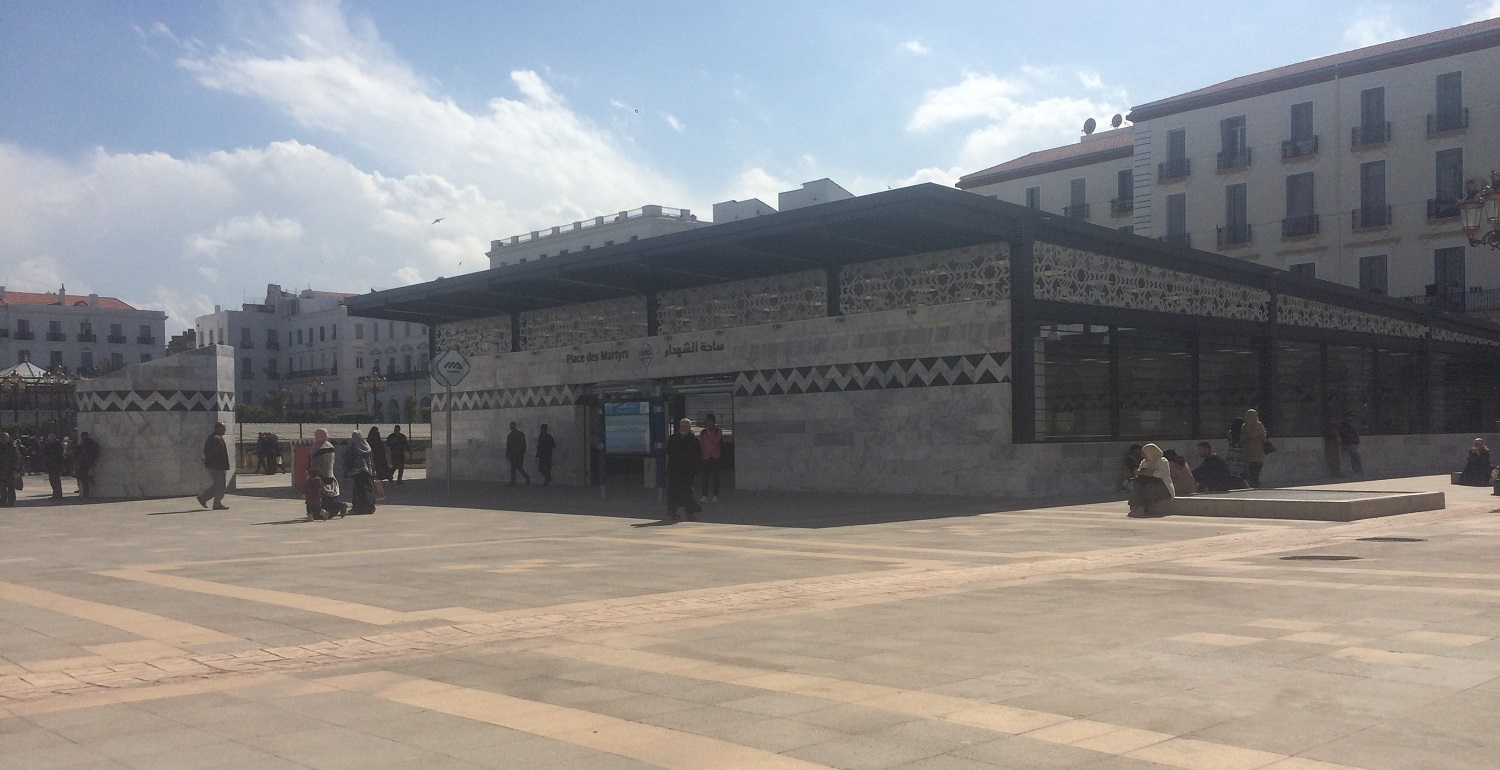
المدخل الرئيسي لمحطة ساحة قصر الشهداء في الجزائر العاصمة.
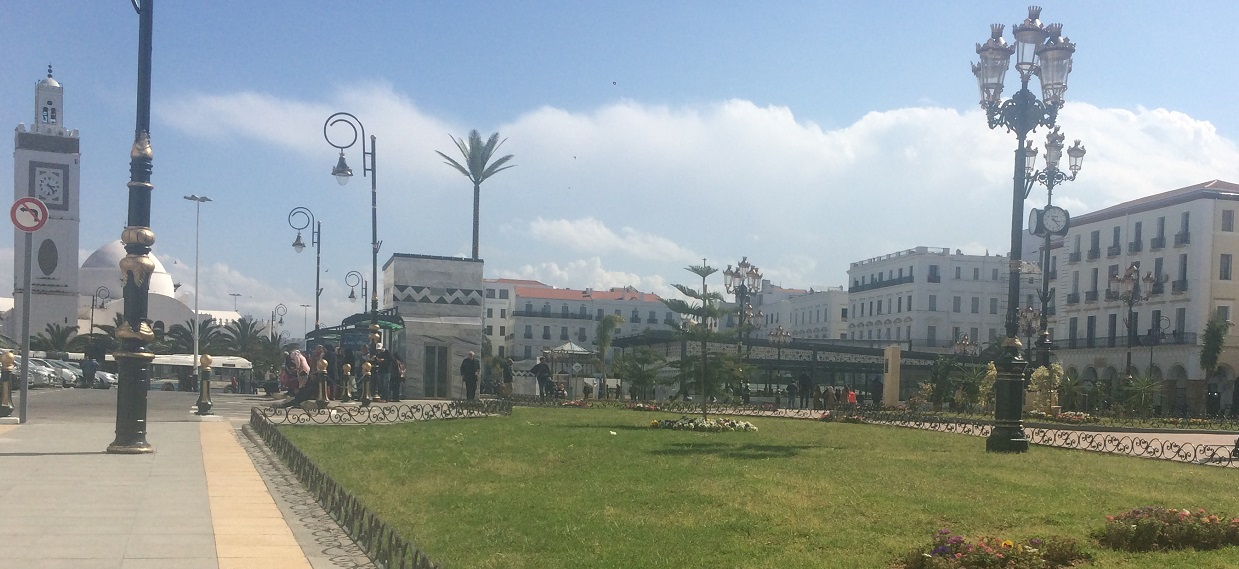
منظر للوصول الرئيسي لمحطة ساحة الشهداء لمترو الجزائر.

## روابط خارجية
- موقع مترو الجزائر
- الخط 1 مترو الجزائر على ستركتر